# بارشی
بارشی ابر فرعی است به شکل بارشی (باران، باران‌ریزه، یخدانه، تگرگ و غیره) که از ابر می‌ریزد و به سطح زمین می‌رسد؛ این اصطلاح همراه با ابرهای فرازپوشنی، باراپوشنی، پوشن‌کومه‌ای، پوشنی، کومه‌ای و کومه‌ای‌بارا می‌آید.